# Line Jahr
Line Jahr, född 16 januari 1984 i Drammen, är en norsk före detta backhoppare som tävlade för Vikersund.

## Karriär
Line Jahrs första framgångar kom i norska mästerskapet för juniorer 2002 i Hurdal, Akershus fylke, då hon tog silver i stora backen och brons i normalbacken. 2003 kom hon på sammanlagd femteplats i Ladies-Grand-Prix. Line Jahr har vunnit ett guld, nio silver och tre brons i de norska mästerskapen från 2003 till 2012. Säsongen 2004/2005 startade hon i kontinentalcupen i backhoppning för damer (backhoppningens högst rankade säsongsomfattande tävling, då det den gången inte fanns någon officiell världscup för damer.) Line Jahr har tre individuella segrar, fem andraplatser och elva tredjeplatser i kontinentalcupen. Hennes längsta hopp är 155 meter. Det personliga rekordet blev satt i Vikersundbacken 2004.
Under VM  2009 i Liberec kom hon på niondeplats (Lindsey Van tog guldet före Ulrike Grässler och Anette Sagen) och i VM i Oslo 2011 tog hon en tiondeplats (Daniela Iraschko vann tävlingen före Elena Runggaldier och Coline Mattel). 
Säsongen 2011/2012 startade världscupen för kvinnor. Den allra första deltävlingen i världscupen för damer gick av stapeln januari 2011 i Lillehammer. Tävlingen vanns av Sarah Hendrickson, USA. Line Jahr blev nummer 28.
Hon deltog i olympiska vinterspelen 2014 där hon kom på nionde plats i normalbacken.